# Gus Endebrock
Gus Endebrock (nacido el 1 de noviembre de 1876 y fallecido en 1932) fue un jugador y entrenador de baloncesto y estadounidense. Jugaba de pívot destacando como gran defensor y tirador.
Formó junto a Harry Stout, Chris Stinger, Al y Fred Cooper (entrenador) la primera dinastía del baloncesto al conseguir dos títulos de la NBL de manera consecutiva en 1899 y 1900.
Famosos fueron sus duelos contra John Wendelken de New York Wanders.
En la temporada 1911-12 entrenó a la Universidad de Princeton. Acabó retirándose a los 26 años debido a las lesiones.